# Abusejo
Abusejo és un municipi de la província de Salamanca, a la comunitat autònoma de Castella i Lleó. Limita al Nord-est amb San Muñoz, a l'Est amb La Sagrada, al Sud amb Tamames, a l'Oest amb Sepulcro-Hilario i al Nord-oest amb Cabrillas.

## Història
Encara que durant anys es va sostenir, per error derivat de la similitud amb el nom de la localitat de La Rioja de Ausejo, que antigament va ser una de les fortaleses que Sancho VII de Navarra va donar en peça a Alfons VIII de Castella per a garantir el tractat que aquests reis van signar a Guadalajara l'any 1207, la historiografia ha desmentit aquest punt ja que es correspon amb la història de Ausejo (La Rioja) i no amb la de Abusejo (Salamanca), més si es té en compte que en l'època Abusejo no pertanyia a Regne de Castella sinó al Regne de Lleó, regit aquest últim per Alfons IX de Lleó.
D'aquesta manera, la fundació de Abusejo es remunta a la repoblació efectuada pels reis de Lleó en l'Edat mitjana, quedant enquadrat en la Diòcesi de Ciudad Rodrigo després de la creació de la mateixa per part del rei Ferran II de Lleó en el segle xii, denominant-se llavors Agusejo, del qual derivaria el nom actual. Precisament, un document d'aquest regnat, datat el 14 de gener de 1174, recull la primera referència a Abusejo (Aguseio en aquest document), quan aquesta localitat passa a dependre de la diòcesi civitatenca.
En el segle XIX, amb la creació de les actuals províncies en 1833, Abusejo va quedar enquadrat a la província de Salamanca, dins de la Regió Lleonesa.
L'Església parroquial està consagrada a La nostra Senyora de l'Asunción i és de construcció moderna, perquè l'anterior, molt més antiga i de gran valor arquitectònic, va ser demolida en els anys 60.

### Rondalla
'La Migá' narra la història d'uns pastors als quals els va semblar veure un ramat de cabres al lluny i van començar a partir pa per a barrejar-lo amb la llet dels animals. Però per a la seva desgràcia, els animals no eren femelles sinó mascles. Així es van quedar sense pa i sense llet.